# Yabby You
Yabby You (* 14. August 1946 als Vivian Jackson; † 12. Januar 2010) war ein jamaikanischer Reggae-Sänger und Produzent. Er war stilprägend für den Roots-Reggae und Dub der 70er Jahre.

## Biographie
Vivian Jackson wuchs mit sieben Geschwistern im Waterhouse-Ghetto in Kingston (Jamaika) auf. Im Alter von 12 Jahren begann er in  einer Aluminiumgießerei zu arbeiten. Mit 17 Jahren wurde er aufgrund von Mangelernährung und der inhalierten Dämpfe schwerkrank ins Krankenhaus eingeliefert. Nachfolgend litt er lebenslang unter einer schweren rheumatoiden Arthritis, die seine Beine dauerhaft schädigte und es ihm unmöglich machte die Arbeit in der Gießerei fortzusetzen.
Im Unterschied zu anderen Rastafaris glaubte Yabby You nicht an die göttliche Abstammung Haile Selassies, auch wenn er sich sonst streng an die Rasta-Diät (Ital-food) hält und Dreadlocks trägt. Aufgrund seines tief verwurzelten Glaubens an Jesus Christus erhielt er den Spitznamen „Jesus Dread“.
Anfang der 70er Jahre besuchte er häufig die Ethiopian World Federation-Kirche die von Brother Joe geleitet wurde. Als er dort sein Lied „Carnal Mind“ sang entschied sich Brother Joe es aufzunehmen. Die erste Single 1972 war eine Nyabinghi-Aufnahme mit Brother Joe & the rightful brothers (aus denen sich später die Gladiators und die Congos entwickeln werden) mit seinem Lied auf der B-Seite mit dem Titel „Hail the children“.
Kurz darauf nahm er mit dem Schlagzeuger Leroy „Horsemouth“ Wallace, dem Bassisten Aston „Familyman“ Barrett und Earl „Chinna“ Smith den Titel „Conquering Lion“ bei King Tubby auf.
Das Lied beginnt mit der Textzeile: „Be-You, Yabby Yabby You“ woher sich der Spitzname/Künstlername für Vivian Jackson ergab.
In der Folge tat er sich mit Alric Forbes und Bobby Powell (auch bekannt als Bobby Melody) und Dada Smith zusammen, die dann unter dem Namen The Prophets firmierten. Es folgten weitere Singles („Love thy Neighbour“, „Warn the Nation“, „Love of Jah“) und schließlich das Album „Conquering Lion“ das in Lee Perry’s Black Ark Studio aufgenommen wurde.
Durch den Erfolg konnte sich Yabby You zunehmend als Produzent etablieren. So produzierte er mit etablierten und aufstrebenden Künstlern wie Michael Prophet, Wayne Wade, Michael Rose, Tommy McCook, Big Youth, Trinity, Dillinger und Tapper Zukie zusammen und veröffentlichte weiter eigenes Material.
Vivian Jackson nahm bis Mitte der 80er Jahre eigenes Material auf und spielte (oft mit Hilfe von Krücken) live.
Yabby You starb an den Folgen eines rupturierten Hirn-Aneurysmas 2010.

## Diskografie
- Conquering Lion, Ram A Dam (englische Ausgabe)(1975) auf dem Prophet Label bzw. Lucky Label
- King Tubby’s Prophesy of Dub (1976), Prophets
- Deliver Me From My Enemies (1977), Nationwide
- Chant Down Babylon Kingdom (1977), Grove Music
- Beware (1978), Grove Music
- Beware Dub (1978), Jah Live
- Yabby You & Michael Prophet Vocal& Dub (1979), Vivian Jackson
- Jah Jah Way (1980), Grove Music
- Yabby You & Michael Prophet Meet Scientist -At The Dub Station( King Tubby’s) (1981), Vivian Jackson
- Yabby U & The Prophets -African Queen (1982), Clappers
- Fleeing From The City (1985), Shanachi
- Yabby You Meets Mad Professor & Black Steel (1993), Ariwa
- Yabby The You Man (1995), Peacemaker records
- Yabby You & The Prophets Jah Will Be Done (1997), Prophet Records
- Yabby You, The Prophets Conquering Lion (2021), Pressure Sounds